# Miss Lituania

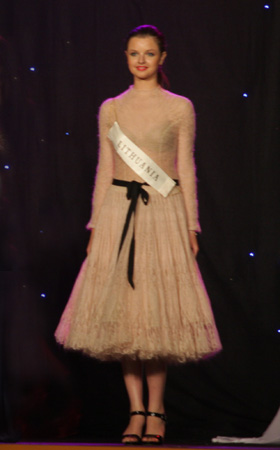
Gabrielė Martirosianaitė, Miss Lituania 2008.

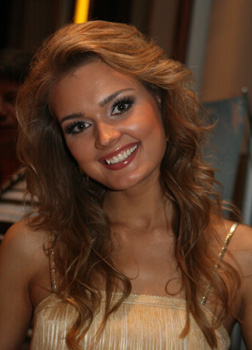
Jurgita Jurkutė, Miss Lituania 2007.

Miss Lituania (Mis Lietuva) è un concorso di bellezza femminile che si tiene ogni anno in Lituania sin dal 1988. La vincitrice del concorso ha la possibilità di rappresentare il proprio paese a Miss Mondo. Dopo il 2014 il concorso è stato interrotto per mancanza di sponsorizzazione.

## Albo d'oro
| Anno | Vincitrice                  |
| ---- | --------------------------- |
| 1988 | Ingrida Mikelionytė         |
| 1991 | Liucija Gruzdytė            |
| 1992 | Rasa Kukenytė               |
| 1993 | Jūratė Mikutaitė            |
| 1994 | Jurga Tautkutė              |
| 1995 | Gabrielė Bartkutė           |
| 1996 | Daiva Anužytė               |
| 1997 | Asta Vyšniauskaitė          |
| 1998 | Kristina Pakarnaitė         |
| 2000 | Martyna Bimbaitė            |
| 2001 | Oksana Semenišina           |
| 2002 | Vaida Grikštaitė            |
| 2004 | Agnė Maliaukaitė            |
| 2007 | Jurgita Jurkutė             |
| 2008 | Gabrielė Martirosianaitė    |
| 2009 | Vaida Petraškaitė           |
| 2010 | Gritė Maruškevičiūtė        |
| 2011 | Ieva Gervinskaitė           |
| 2012 | Rasa Vereniūtė              |
| 2013 | Rūta Elžbieta Mazurevičiūtė |
| 2014 | Agnė Kavaliauskaitė         |